# Medasina interlata
Medasina interlata là một loài bướm đêm trong họ Geometridae.